# Paul Bindrim
Paul Bindrim, född 14 augusti 1920 i New York, död 17 december  1997 i Los Angeles, var en amerikansk psykolog och psykoterapeut. Bindrim blev uppmärksammad för att i slutet av 1960-talet och under 1970-talet ha lanserat och arbetat med nude psychotherapy som han ansåg kunde ge människor lättare tillgång till och möjlighet att uttrycka bortträngda känslor.

## Biografi
Paul Bindrim växte upp i New York, och avlade en bachelor's degree vid Columbia University och en master's degree vid Duke University, där han också forskade om parapsykologi under Joseph Banks Rhine som myntade begreppet extrasensorisk perception (ESP).
Bindram fick legitimation som psykolog i Kalifornien 1967, och var ordförande för ”the Group Psychotherapy Association of Southern California” 1978–1979.
I sitt tidiga arbete skapade han en grupp-psykoterapeutisk strategi där deltagarna uppmuntrades att återskapa ”peak experiences”, som kallades "peak oriented psychotherapy". Detta var delvis grundat på idéer beskrivna av Abraham Maslow, ansedd som grundaren av ”humanistisk psykologi". Den så kallade ”encounter group movement” var också en inspiration. Efter att ha observerat att mot slutet av en lång gruppterapi hade deltagarna lättare att vara obesvärat avklädda i gruppen kom Bindrim på tanken att introducera nakenhet tidigt, för att snabba på utvecklingen mot känslomässig öppenhet.
Han tog kontakt med Maslow, som var ordförande i American Psychological Association och föreslog naken psykoterapi i grupper, och fick stöd. Bindrim ordnade sin första ”nude workshop” i Deer Park, Kalifornien. Det var normalt 15 till 25 deltagare.
Bindrim utvecklade sina ”nude encounter marathons” till ”weekend workshops” med nakenhet i och kring swimmingpooler. Det dokumenterades också i en dokumentärfilm inspelad 1971 med titeln "Out of Touch" av Canadian Film Board och producerad av Bindrim själv. American Psychological Association's Ethics Committee beslutade om en utredning, men med hänsyn till kulturklimatet under sent 1960-tal och det faktum att nakenheten var helt frivillig lades utredningen ned.
Psykoterapin fick däremot andra följder. År 1971 stämde Bindram författaren Gwen Davis Mitchel och hennes förlag Doubleday. Han menade att psykoterapeuten i hennes roman Touching egentligen var en nidbild av honom och dessutom förtal av honom och hans profession. År 1969 hade Mitchel deltagit i hans ”nude psychotherapy marathons” och skrivit på ett avtal om att aldrig skriva om sina upplevelser därifrån. Bindrim var mycket angelägen om deltagarnas skydd och att det som hände skulle vara konfidentiellt. Han hade tagit fram en kontrakt som alla var tvungna att skriva på. Bindrim vann processen och fick 75 000 $ i skadestånd. Fallet har skapat försiktighet bland författare i USA att skildra verkliga personer i romaner.
I slutet av 1970-talet ersatte Bindrim ”nude psychotherapy” med "aqua-energetics" baserad på Wilhelm Reichs teorier. Intresset för nya radikala former av psykoterapi minskade dock på 1980-talet och Bindrim fortsatte sin verksamhet med konventionella metoder. Han avled 1997 på Cedars-Sinai Medical Center in Los Angeles 77 år gammal.